# Peer Raben
Peer Raben (3 de julio de 1940 - 21 de enero de 2007) fue un compositor alemán, conocido principalmente por sus trabajos cinematográficos con el director Rainer Werner Fassbinder.

## Biografía
Su verdadero nombre era Wilhelm Rabenbauer, nació en Viechtafell, Alemania, y cursó estudios en el Anton-Bruckner-Gymnasium Straubing.
En 1966, Raben, junto con otros varios, fundó el Teatro Action en Munich, y después la compañía Antiteater en 1968, de la cual fue escritor, compositor y director. En 1969 y 1970 produjo los primeros filmes de Fassbinder. Tras trabajar en una película propia, Die Ahnfrau, se concentró en la composición musical para producciones teatrales y cinematográficas.
Aun así, también dirigió tres filmes: Die Ahnfrau - Oratorium nach Franz Grillparzer (1971), Adele Spitzeder (1972) y Heute spielen wir den Boß (1981), cinta para la cual compuso la música.
Además de para Fassbinder, Raben compuso música para Robert van Ackeren, Barbet Schroeder, Daniel Schmid, Bernhard Sinkel, Peter Zadek, Doris Dörrie, Hansgünther Heyme, Ulrike Ottinger, Werner Schroeter, Tom Toelle, Dan Polsby, Percy Adlon y Wong Kar-wai.
En 2006 fue premiado por su trayectoria artística World Soundtrack Academy.
Peer Raben fue durante un tiempo amante de Fassbinder, compartiendo apartamento con Irm Hermann. Raben falleció en Mitterfels, Alemania, en 2007.

## Filmografía
| - 1969: El amor es más frío que la muerte - 1969: Katzelmacher - 1970: Götter der Pest - 1970: Das Kaffeehaus (TV) - 1970: Mathias Kneissl - 1970: Warum läuft Herr R. Amok? - 1970: Der Amerikanische Soldat - 1970: Die Niklashauser Fart (TV) - 1971: Rio das Mortes (TV) - 1971: Pioniere in Ingolstadt (TV) - 1971: Whity - 1971: Warnung vor einer heiligen Nutte - 1971: Die Ahnfrau - Oratorium nach Franz Grillparzer (TV) - 1972: Adele Spitzeder (TV) - 1973: Tschetan, der Indianerjunge - 1973: Wildwechsel (TV) - 1973: Die Zärtlichkeit der Wölfe - 1973: Kleiner Mann - was nun? (TV) - 1975: Faustrecht der Freiheit - 1975: Mutter Küsters' Fahrt zum Himmel - 1975: Angst vor der Angst (TV) - 1975: Eiszeit - 1976: Schatten der Engel - 1976: Ich will doch nur, daß ihr mich liebt (TV) - 1976: Satansbraten - 1976: Chinesisches Roulette - 1977: Violanta - 1977: Bolwieser (TV) - 1977: Halbe-Halbe - 1978: Das Andere Lächeln (TV) - 1978: Despair - 1978: Spiel der Verlierer - 1978: In einem Jahr mit 13 Monden - 1979: Zuhaus in der Fremde (TV) - 1979: El matrimonio de María Braun - 1979: Neues vom Räuber Hotzenplotz - 1979: Die Dritte Generation - 1979: Bildnis einer Trinkerin - 1980: Die Jahre vergehen (TV) - 1980: Die Reinheit des Herzens | - 1980: Mosch - 1981: Winterstadt - 1981: Lili Marleen - 1981: Malou - 1981: Der Mond is nur a nackerte Kugel - 1981: R.W. Fassbinder (TV) - 1981: Die Ortliebschen Frauen - 1981: Lola - 1981: Heute spielen wir den Boß - 1981: Tag der Idioten - 1982: Grenzenlos - 1982: La ansiedad de Veronika Voss - 1982: Querelle - 1983: Dies rigorose Leben - 1983: Der Bauer von Babylon - Rainer Werner Fassbinder dreht Querelle - 1983: Die Flambierte Frau - 1983: Die Schaukel - 1984: Tricheurs - 1984: Dorian Gray im Spiegel der Boulevardpresse - 1984: Glut - 1984: Baumeister Solness (TV) - 1986: Flamberede hjerter - 1987: Tommaso Blu - 1987: Inside Out - 1988: Die Venusfalle - 1990: Sirup - 1991: Lulu (TV) - 1992: Frauen über R. W. Fassbinder (TV) - 1992: Happy Birthday, Türke! - 1992: Glück 1 - 1992: Die Wahre Geschichte von Männern und Frauen - 1992: Zwischensaison - 2000: Vino santo (TV) - 2000: Für mich gab's nur noch Fassbinder - 2000: Die Königin - Marianne Hoppe - 2002: Heimatfilm! (TV) - 2004: Éros - 2005: Kontakt |